# Textulariopsidae
Textulariopsidae es una familia de foraminíferos bentónicos de la superfamilia Spiroplectamminoidea, del suborden Spiroplectamminina y del orden Lituolida. Su rango cronoestratigráfico abarca desde el Pliensbachiense (Jurásico inferior) hasta el Maastrichtiense (Cretácico superior), aunque con la inclusión de Monotalea abarcaría hasta la Actualidad.

## Discusión
Clasificaciones previas incluían Textulariopsidae en el suborden Textulariina del orden Textulariida, o en el orden Lituolida sin diferenciar el Suborden Spiroplectamminina.

## Clasificación
Textulariopsidae incluye a los siguientes géneros:
- Aaptotoichus †
- Bicazammina †
- Bimonilina †
- Haghimashella †
- Haimasiella †
- Minyaichme †
- Monotalea
- Plectinella †
- Pleurostomelloides †
- Rashnovammina †
- Textulariopsis †
- Trunculocavus †

Algunas clasificaciones incluyen Monotalea en la Subfamilia Monotaleinae.
Otros géneros considerados en Textulariopsidae son:
- Arenovirgulina †, aceptado como Plectinella
- Verestshaginella †, aceptado como Textulariopsis